# Contea di Johnson (Illinois)
La contea di Johnson (in inglese Johnson County) è una contea dello Stato dell'Illinois, negli Stati Uniti. La popolazione al censimento del 2000 era di 12 878 abitanti. Il capoluogo di contea è Vienna.